# Antiga Casa de la Vila (Gaibiel)
L'Antiga Casa de la Vila de Gaibiel, coneguda també com a Casa de la Vila, està situada el centre de la localitat de Gaibiel, a la plaça de la Constitució 3, enfront de l'església, a la comarca de l'Alt Palància. És un edifici administratiu d'arquitectura popular construït al Segle XVII. Està catalogat com Bé Immoble de Rellevància Local segons consta a la Direcció General de Patrimoni Artístic de la Generalitat Valenciana, amb cadi identificatiu: 12.07.065-002.

## Descripció
La Casa de la Vila és un edifici de tres altures, de planta rectangular, amb tres  crugies paral·leles entre façanes, situat en cantonada. La seva façana principal recau a la plaça mentre que la posterior recau a una zona d'horts. En la planta baixa els murs de càrrega, d'un egruix que oscil·la entre 50 i 70 cm, compten amb arcs rebaixats, la qual cosa permetia un ampli espai necessari per a l'ús públic pel qual l'edifici va ser concebut.
Els diferents usos que aquest edifici ha tingut al llarg de la història (Cambra Agrària, casa del mestre, magatzem municipal, escorxador ...) han provocat modificacions, malgrat això el forjat realitzat amb biguetes de fusta i revoltó de maó. Per la seua banda la teulada és a dues aigües i està cobert de teula àrab.
La façana posterior no es va veure lliure de canvis, sobretot arran d'una desafortunada de mitjans del segle xx que va realitzar un afegit envers això aconseguir augmentar la mida de la planta. A més, fixant-se en les restes es pot afirmar que la façana posterior tenia una lògia d'arquillos correguts a la part superior, dels lamentablement només en queden tres.